# Jacobus Johannes Venter
Pour les articles homonymes, voir Venter (homonymie).
 (novembre 2020).
Si vous disposez d'ouvrages ou d'articles de référence ou si vous connaissez des sites web de qualité traitant du thème abordé ici, merci de compléter l'article en donnant les références utiles à sa vérifiabilité et en les liant à la section « Notes et références ».
Jacobus Johannes (Koos) Venter, né le 22 mars 1814 dans le district de Colesberg (Colonie du Cap) et mort le 28 janvier 1889 à Broekpoort (État libre d'Orange), est un agriculteur et un homme politique, fondateur et premier dirigeant de l'Église réformée hollandaise dans l'État d'Orange. Membre du parlement (Volksraad), il assure l'intérim présidentiel de cet État en 1855 puis de nouveau de 1863 à 1864. 

## Biographie

### Origines
Venter était le cinquième enfant de Jan Adriaan Venter (1779 - 1870)[source insuffisante], l'un des fondateurs de l'Église réformée de Colesberg, et de sa seconde épouse Margaretha Johanna Louw (1791 - 1854). Douze enfants sont nés de l'union de ses parents. Modèle:Source insuffidante

### Présidence
Malgré une scolarité médiocre, Venter fut élu président de la cour d'appel en 1861, mais il n'accepta pas la nomination. Il a été l'un des premiers anciens de l'Église réformée de Reddersburg, qu'il a contribué à fonder. 
Au niveau de la présidence, il assure à deux reprises le poste de président de l'État libre d'Orange par intérim, entre la démission de Josias Philip Hoffman et l'élection de Jacobus Nicolaas Boshoff en 1855, puis une nouvelle fois entre le départ de Marthinus Wessel Pretorius et l'élection de Johannes Henricus Brand.